# Yeniçepni, Bozüyük
Yeniçepni là một xã thuộc huyện Bozüyük, tỉnh Bilecik, Thổ Nhĩ Kỳ. Dân số thời điểm năm 2011 là 112 người.